# Кровь (Секретные материалы)
«Кровь» (англ. «Blood») — третий эпизод второго сезона сериала «Секретные материалы», главные герои которого — специальные агенты ФБР Фокс Малдер (Дэвид Духовны) и Дана Скалли (Джиллиан Андерсон) — расследуют сложно поддающиеся научному объяснению преступления.
В данном эпизоде Малдер и Скалли прибывают в маленький городок в штате Пенсильвания, страдающий от серии убийств, внезапно совершаемых обычно тихими и добропорядочными местными жителями. Все преступления объединяет характерная особенность: наличие на месте какой-либо электронной техники с разбитым дисплеем. Обращаясь за помощью к «Одиноким стрелкам», агенты выясняют, что местный муниципалитет использует пестициды, которые обостряют фобии горожан и вызывают желание убивать. Эпизод принадлежит к типу «монстр недели» и не связан с основной «мифологией сериала», заданной в пилотной серии.
Премьера состоялась 30 сентября 1994 на телеканале FOX. От критиков эпизод удостоился преимущественно положительных отзывов.

## Сюжет
На главпочтамте города Франклин, штат Пенсильвания, сотрудник Эдвард Фанш занимается рутиной: вводит почтовые индексы в почтовый сортировочный аппарат. Порезав палец о бумагу, Фанш застывает от вида капли крови, и выходит из ступора только после зова начальника. Тот сообщает Фаншу, что в конце недели он будет уволен из-за сокращения бюджетных расходов. После того, как Фанш садится обратно за свой сортировочный аппарат, он видит слова «Убей их всех» на цифровом экране устройства.
В общественном центре Франклина мужчина среднего возраста на мониторе переполненного лифта видит надпись «Нет воздуха». Он единственный, кто видит послание. Вспотевший, он снова бросает взгляд на монитор, где мигает надпись «Не могу дышать», а после — «Убей их всех».
Малдер прибывает в городской центр, чтобы расследовать массовое убийство. Шериф Спенсер рассказывает, что подозреваемый убил четырёх человек в лифте голыми руками, после чего был застрелен охранником. Шериф Спенсер озадачен, ведь Франклин — тихий фермерский городок, но в последние 6 месяцев семь его жителей убили 22 других. Малдер осматривает лифт и замечает, что дисплей в нём был поврежден. Он также осматривает тело подозреваемого, у которого под ногтями обнаруживается зелёный осадок.
Скалли, находясь в Куантико, перечитывает предварительный отчёт Малдера, который убежден, что инциденты в городке — похожи на помешательство, но все подозреваемые были вполне нормальными людьми, которые скорее должны были стать жертвами, а не преступниками. Единственная связь, которую удалось обнаружить — это то, что все подозреваемые уничтожали во время убийства электронные устройства с дисплеями, но предсказать, кто будет следующей жертвой или убийцей, он не может.
Жительница города, Бонни Макробертс, вечером забирает свою машину из автомастерской после ремонта. Сообщение на дисплее устройства по диагностике двигателя предупреждает женщину, что механик собирается изнасиловать и убить её. Макробертс с диким криком бросается на механика и убивает его металлической сливной трубкой от бензиновой канистры.
Наутро, Спенсер и Малдер, найдя в мастерской квитанцию с информацией Макробертс, приезжают к ней домой. Малдер расспрашивает, видела ли она что-то странное на мониторе, когда женщина видит на дисплее микроволновки сообщение, что мужчины её изнасилуют и убьют. Она хватает кухонный нож и бросается на Малдера, порезав ему руку, но шериф Спенсер убивает её из табельного оружия.
В Куантико Скалли проводит вскрытие тела Макробертс. Она обнаруживает чрезвычайно высокий уровень адреналина — физиологического знака страха, и ту же субстанцию, что была найдена под ногтями убийцы из лифта. Она предполагает, что это вещество при соединении с другими нейрохимическими препаратами вызывает реакцию, как при употреблении ЛСД.
Пока Малдер и Скалли ведут дело, Эд Фанш все больше сходит с ума, продолжая видеть призывы к убийству на электронных устройствах всякий раз, когда он видит кровь или думает о ней.
Во время утренней пробежки Малдер видит рабочего, выбросившего полуживых мух на обочину. Он берет одну из них и отправляет «Одиноким стрелкам». Те предполагают, что мух опылили пестицидом, который способствует появлению чувства страха у насекомых, и схож по составу с ЛСД. Той же ночью Малдер возвращается во Франклин, чтобы изучить фруктовый сад, но оказывается под распылением химикатов с вертолета и попадает в больницу. Там, на экране телевизора, Малдер видит сообщение с призывом «Сделай это!» и приходит к выводу, что пестициды обостряют фобии людей настолько, что подсознательные посылы могут послужить причиной убийства. Агент считает это доказательством того, что в городке проводится эксперимент на людях.
Глава муниципального совета не может внятно ответить, кто порекомендовал ему начать опыление этими пестицидами. После неприятного разговора он соглашается прекратить распыление и взять кровь жителей городка на анализ, но только под предлогом исследования на холестерин. Когда к Эду Фаншу приходит медсестра, тот в страхе не открывает дверь. Его фобия обостряется, и Фанш, разбив все электронные устройства в своем доме, кладет в сумку охотничью винтовку и отправляется в больницу, где устроен пункт сдачи крови. Малдер приезжает домой к Фаншу, так как тот является одним из немногих жителей, не сдавших кровь, и понимает, что тот боится крови. По пустому чехлу от винтовки агент понимает, что Фанш, скорее всего, отправился в больницу, чтобы устроить массовое убийство, и полиция устраивает там засаду.
В автобусе Фанш видит на мониторе кассового аппарата сообщение «Тебя ждут. Сходи с автобуса». Устроив истерику, Фанш останавливает автобус на пол-пути, и отправляется в местный колледж. Малдер узнаёт у водителя прибывшего автобуса, куда направился Фанш, и спешит с полицией туда. Фанш забирается на часовую башню колледжа и открывает из винтовки огонь по людям внизу. Малдер забегает в комнату, где находится Фанш, и, после недолгого разговора и короткой схватки, разоружает его. Когда Фанша увозят на носилках, Малдер собирается звонить Скалли, но на экране видит послание «Дело сделано. Пока!». Взявшая трубку Скалли зовёт Малдера, но тот теряет дар речи.

## Съёмки
Происхождение концепции эпизода кроется в собственной фобии Глена Моргана — гематофобии, в сочетании с дебатами по поводу малатиона, который активно распыляли в Южной Калифорнии. Кроме того, создатель сериала Крис Картер хотел, чтобы в эпизоде фигурировало считывание данных с электронных устройств. Морган и Вонг решили использовать идею считывания данных с устройств, превратив «обыкновенные вещи» — факсы, мобильные телефоны во «что-то ужасное и пугающее». В создании сценария принимал участие младший брат Глена Моргана, Дэрин, сыгравший в предыдущем эпизоде человекочервя. Задачей Моргана-младшего было доработать сюжет, что было отражено в титрах к эпизоду. Во втором сезоне Дэрин Морган также участвовал в написании сценария к эпизоду «Розыгрыш», а в третьем — удостоился премии «Эмми» за сценарий к эпизоду «Последний отдых Клайда Брукмана».
Бойня в техасском университете в 1966 году дала толчок к созданию кульминации, которая частично была отснята в Университете Британской Колумбии. В нескольких ключевых сценах была использована копия интерьера университетской башни с часами, поскольку было запрещено находиться с огнестрельным оружием на территории университета.
В эпизоде во второй раз за историю сериала появляются «Одинокие стрелки» — группа из трёх конспирологов, состоящая из Джона Фицджеральда Байерса, Ричарда Лэнгли и Мелвина Фрохики. Первое появление этой троицы состоялось в эпизоде первого сезона «В.Б.О.» с целью придания Малдеру имиджа уважаемого специалиста по паранормальным явлениям. Дальнейшее участие «Стрелков» в сериале, не планировалось, но группа приобрела большую популярность среди поклонников сериала в Интернете, и была возвращена в сериал.
Необычным для сериала стало участие в съёмках порноактрисы Эшлин Гир. Гир сыграла Бонни Макробертс, женщину с фобией изнасилования, которую цифровые послания электронных приборов подстрекают к убийствам. Глен Морган шутил, что «Секретные материалы» стали таким продвинутым сериалом, что там снимается действующая звезда фильмов для взрослых, тем самым намекая на участие в эпизоде сериала «Полиция Нью-Йорка» бывшей порноактрисы Джинджер Линн.

## Эфир и отзывы
«Кровь» вышла в эфир на телеканале FOX 30 сентября 1994 года. По шкале Нильсена эпизод получил рейтинг 9,1 балла с 16-процентной долей, означающий, что из всех оборудованных телевизоров домохозяйств США 9,1 процента работали в вечер премьеры, и 16 процентов из этого числа были настроены на просмотр «Секретных материалов». Количество американских домохозяйств, видевших премьерный показ, оценивается в 8,7 миллиона.
От критиков эпизод удостоился преимущественно положительных отзывов. Entertainment Weekly присвоил серии оценку «B+» (3,5 балла по 4-балльной шкале), отметив, что, несмотря на «запутанный сюжет», эпизод «окупается», «заставляя сжимать кулаки в нервном напряжении». Обозреватель издания The A.V. Club, Зак Хэндлен, охарактеризовал эпизод как хорошую самостоятельную историю. Журналист описал «Кровь» как запоминающийся, «во многом из-за юмора», сюжет, высоко оценив «одновременно абсурдную и пугающую» историю, полную сцен, которые заставляют зрителя «хихикать даже когда дрожишь [от страха]». Хэндлен отдельно похвалил работу Уильяма Сандерсона, исполнившего роль сходящего с ума гематофоба Эдварда Фанша. Starpulse включил «Кровь» в десятку лучших эпизодов сериала, определив серию как «очень страшную» и как эпизод, который превратил «Секретные материалы» «из парада уродов в шоу, предлагающее настоящие психологические встряски». Роберт Ширман и Ларс Пирсон в книге Wanting to Believe: A Critical Guide to The X-Files, Millennium & The Lone Gunmen присудили эпизоду три звезды из возможных пяти. По мнению авторов, эпизод отлично развивается, доставляя «массу наслаждения» от просмотра, однако сам замысел является «немало разочаровывающим» из-за недостатка общей сюжетной линии и связанности демонстрируемых событий.